# The Vortex
The Vortex é um filme britânico de 1928, dirigido por Adrian Brunel e estrelado por Ivor Novello, Willette Kershaw e Simeon Stuart. Foi uma adaptação da peça homônima de Noël Coward e feito pela Gainsborough Pictures. Cenários do filme foram desenhados por Clifford Pember.

## Elenco
- Ivor Novello - Nicky Lancaster

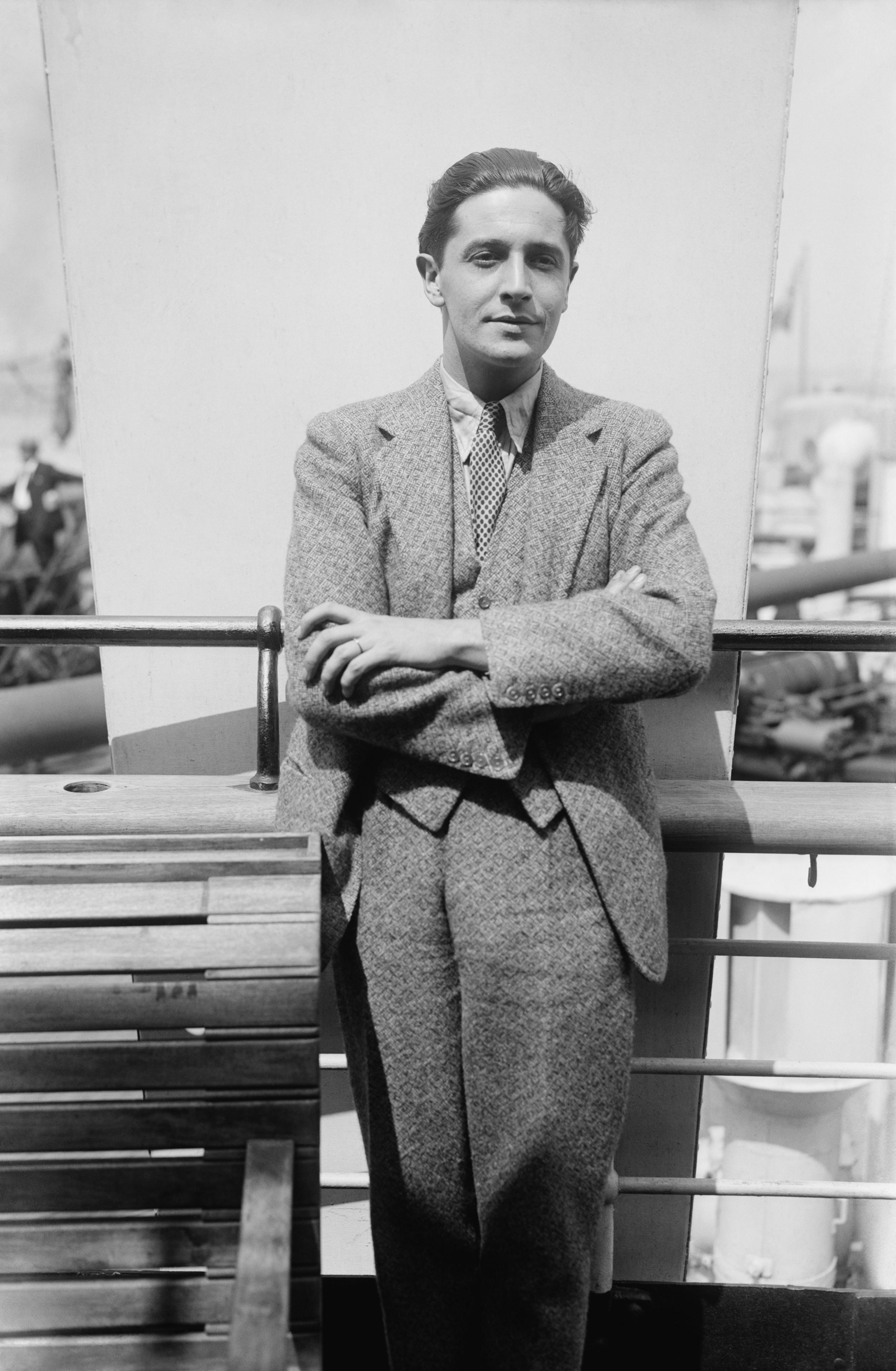
Ivor Novello

- Willette Kershaw - Florence Lancaster
- Frances Doble - Bunty Mainwaring
- Alan Hollis - Tom Veryan
- Simeon Stuart - David Lancaster
- Kinsey Peile - Pouncefort Quentin
- Julie Suedo - Anna Vollof
- Dorothy Fane - Helen Saville